# Chris Cornell
Christopher John Boyle (sinh ngày 20 tháng 7 năm 1964, mất ngày 18 tháng 5 năm 2017) là ca sĩ, nhạc sĩ đa nhạc cụ người Mỹ. Anh được biết tới nhiều nhất là ca sĩ chính của 2 ban nhạc rock nổi tiếng Soundgarden và Audioslave, ngoài ra còn tham gia nhiều dự án độc lập và nhạc phim thành công từ năm 1991, thành viên sáng lập siêu ban nhạc Temple of the Dog tưởng nhớ tới người bạn Andrew Wood.
Cornell được coi là một trong những nhân tố quan trọng nhất của dòng nhạc grunge đầu thập niên 1990, bên cạnh chất giọng đặc biệt có cao độ tới 4 quãng-8, cũng như kỹ thuật gằn đặc trưng. Anh từng cho phát hành 4 album solo cá nhân là Euphoria Morning (1999), Carry On (2007), Scream (2009), Higher Truth (2015) cùng 1 album trực tiếp Songbook (2011). Cornell từng nhận đề cử Giải Quả cầu vàng cho ca khúc nhạc phim "The Keeper" nằm trong bộ phim Machine Gun Preacher (2011), đồng sáng tác và trình diễn ca khúc chủ đề "You Know My Name" cho bộ phim James Bond có tên Casino Royale (2006). Sản phẩm cuối cùng của anh là đĩa đơn từ thiện "The Promise" viết cho bộ phim cùng tên. Anh từng được bình chọn là "Ca sĩ nhạc Rock vĩ đại nhất" theo độc giả tạp chí Guitar World, đứng thứ 4 trong danh sách "Top 100 giọng ca Heavy metal vĩ đại nhất" của Hit Parader,, thứ 12 trong danh sách "Những ca sĩ chính vĩ đại nhất" của tạp chí Rolling Stone và thứ 12 trong danh sách "22 giọng ca vĩ đại nhất" của kênh truyền hình MTV.
Suốt sự nghiệp của mình, Cornell đã bán được 14,8 triệu album, hơn 8,8 triệu lượt tải ca khúc kỹ thuật số và có hơn 300 triệu lượt yêu cầu qua các đài phát thanh chỉ riêng tại Mỹ, bên cạnh hơn 30 triệu album đã bán trên toàn thế giới. Anh cũng giành 2 trong tổng số 14 lần đề cử Giải Grammy.
Cornell từ lâu bị mắc chứng trầm cảm và sớm bị mắc chứng lạm dụng thuốc an thần. Anh tự sát trong phòng khách sạn ở Detroit sáng sớm ngày 18 tháng 5 năm 2017, sau khi cùng ban nhạc Soundgarden trình diễn trực tiếp tối ngày hôm trước.